# Oratorium na Boże Narodzenie (Saint-Saëns)
Oratorio de Noël (Oratorium na Boże Narodzenie) – oratorium skomponowane przez francuskiego kompozytora Camille'a Saint-Saënsa w wieku lat 23. Premierowe wykonanie dzieła miało miejsce na Boże Narodzenie, 25 grudnia 1858 r. w kościele de la Madeleine w Paryżu.
Oratorium składa się z dziesięciu części, jest stosunkowo krótkie (jak na oratorium), wykonanie trwa około 35-40 minut. Tekst oratorium został napisany po łacinie a łączy Wulgatę i łacińską liturgię bożonarodzeniową.